# Maxime Mottet
Maxime Mottet (Libramont, 17 mei 1991) is een Belgisch schutter. 

## Levensloop
Mottet komt uit in het onderdeel Olympische trap. Hij werd derde op de wereldkampioenschappen van 2015 te Lonato. Hiermee kwalificeerde hij zich voor de Olympische Zomerspelen van 2016 in het Braziliaanse Rio de Janeiro. Hier behaalde Mottet een tiende plaats.

## Palmares
- 2008:  Europese Kampioenschappen voor junioren
- 2015:  Wereldkampioenschap
- 2016: 10de Olympische Zomerspelen 2016